# 3 kvinnor
3 kvinnor är en amerikansk film från 1977 regisserad av Robert Altman med Shelley Duvall, Sissy Spacek och Janice Rule i huvudrollerna.

## Bakgrund
Altmans intresse för psykoanalys, drömtydning och Ingmar Bergmans Persona (1966) inspirerade honom till ett kammarspel om två unga kvinnor. En idé som han bad författaren Patricia Resnick att utveckla. Filmen kom att spelas in efter ett öppet manus med stort utrymme för improvisation.

## Handling
Filmen inleds med en presentation av tre kvinnoroller. Willie Hart (Janice Rule) är mamman, en jordgudinna, som driver genom ökenlandskapet i sin egen värld. Millie Lammoreaux (Shelley Duvall) är en ytlig konsument som bläddrar damtidningar, koordinerar sin garderob i gula och vita plagg, samt planerar sina måltider noggrant efter aktuella recept. Pinky Rose (Sissy Spacek) introduceras som osjälvständig och barnslig, hon leker sig fram genom vardagen och söker uppmärksamhet och bekräftelse av sin omgivning. Pinky tycket att Millie är den mest perfekta personen hon någonsin har träffat.

De flesta männen i filmen cirkulerar utan närmare presentation, förutom en, Edgar Hart (Robert Fortier), Willies man, som presenteras som en försupen, gammaldags gunslinger med visst mått av charm.

Miljön är omgivande ökenlandskap i södra Kalifornien, där vattnets artificiella närvaro spelar en stor roll. Pinky föds fram i en bassäng-scen i filmens början och på Millie och Pinkys arbetsplats, ett äldreboende, badas åldringarna som om de förbereddes för att återlämnas till fostervattnet. Pinky gör också ett dödsföraktande hopp i en bassäng, efter en konflikt med Millie.

## Inspelningsplatser
Filmen spelades in under hösten 1976 i Palm Springs och Desert Hot Springs, Kalifornien. Millie och Pinky bor på the Purple Sage Apartments, egentligen ett motellet the Sunbeam Inn, 291 Camino Monte Vista, Palm Springs. Scenerna från en bar, skjutbana och minigolf gjordes vid Hidden Springs Ranch Club, Thousand Palms, Kalifornien, medan äldreboendet var Coffées Hotel Public Spa, Desert Hot Springs. Några scener spelades också in i centrala Palm Springs.

## Roller
- Shelley Duvall som Mildred "Millie" Lammoreaux
- Sissy Spacek som Pinky Rose
- Janice Rule som Willie Hart
- Robert Fortier som Edgar Hart
- Ruth Nelson som Mrs. Rose
- John Cromwell som Mr. Rose
- Sierra Pecheur som Ms. Bunweil
- Craig Richard Nelson som Dr. Maas
- Maysie Hoy som Doris
- Belita Moreno som Alcira
- Leslie Ann Hudson som Polly
- Patricia Ann Hudson som Peggy
- Beverly Ross som Deidre

## Utmärkelser
Shelley Duvall vann pris som bästa skådespelerska vid Cannes Filmfestival 1977.